# Château Saint-Lambert
Ne doit pas être confondu avec Château de Saint-Lambert.
Le château de Saint-Lambert est situé sur la commune de Lioux.
Château du XVIIe siècle situé à environ 700 m d'altitude sur les monts de Vaucluse, proche de Murs, Gordes et du Luberon.

## Histoire
- 1932 : le château de Saint-Lambert est acheté par le Département pour devenir un sanatorium, puis un centre de convalescence pédiatrique.
- 1950 : le sanatorium pour enfants est détaché à une centaine de mètres plus bas, dans le petit château au croisement de la D140 et D140bis (route de Saint-Lambert).
- De 1995 à 2013 : le château est rattaché au Centre hospitalier de Montfavet  à Avignon pour des séjours thérapeutiques[1].
- 2018 : le château est racheté par Aldrick Allal, pour le compte des cours privés Diderot Éducation. Quelques années plus tard, le site qui est à l'abandon, est finalement converti en centre d'entraînement pour la gendarmerie au travers d'une convention signée par le propriétaire avec cette dernière[2].